# 王濛 (スピードスケート選手)
王 濛（中国語: 王 濛、おう もう、1985年4月10日 - ）は、中華人民共和国、黒竜江省七台河市出身の女子ショートトラックスピードスケート選手。2度の冬季オリンピックで4個の金メダルを獲得している。

## プロフィール
1994年、9歳の時ショートトラックスピードスケートを始めた。1998年黒龍江省体育学校に入学、2001年にナショナルチーム入りした。2002年のジュニア世界選手権500mで金メダルを獲得し頭角を現す。
冬季オリンピックでは通算で金メダル4個、銀メダル1個、銅メダル1個を獲得、世界ショートトラックスピードスケート選手権大会では金16個、銀14個、銅3個のメダルを獲得。
2011年、酒に酔って代表監督を殴り代表チームから追放された。
2013年、2年ぶりに代表へ復帰。デブレツェンで行われた世界選手権へ出場し3度目の総合優勝を果たした。